# Учнівський дендрологічний парк
Учні́вський дендрологі́чний парк — дендрологічний парк місцевого значення в Україні. Розташований у межах міста Мукачеве Закарпатської області, на вулиця Л. Толстого, 15/3. 
Площа 0,9 га. Статус надано згідно з рішенням облради від 22.06.2005 року № 541. Перебуває у віданні Мукачівського еколого-натуралістичного центру учнівської молоді. 
Статус надано з метою збереження дендропарку з колекцією рослин, що налічує понад 200 видів, серед яких 40 видів рідкісних. Тут зростають: кедр ліванський, тис звичайний, гінкго дволопатеве, секвоядендрон велетенський, кунінгамія ланцетна, криптомерія японська, магнолія трипелюсткова, кипарисовик Лавсона, метасеквоя гліптостробоїдна, псевдотсуга тисолиста тощо. 